# Nothoscordum andinum
Nothoscordum andinum là một loài thực vật có hoa trong họ Amaryllidaceae. Loài này được (Poepp.) Kunth ex Fuentes mô tả khoa học đầu tiên năm 1923.